# Hollywoodzki kowboj
Hollywoodzki kowboj – amerykański western komediowy z 1975 roku.

## Główne role
- Jeff Bridges – Lewis Tater
- Andy Griffith – Howard Pike
- Donald Pleasence – A.J. Neitz
- Blythe Danner – Panna Trout
- Alan Arkin – Kessler
- Richard B. Shull – Stout Crook
- Herb Edelman – Polo
- Alex Rocco – Earl
- Frank Cady – Pa Tater
- Burton Gilliam – Lester
- Matt Clark – Jackson
- Wayne Storm – Lyle
- Raymond Guth – Wally
- Herman Poppe – Lowell

## Fabuła
Lata 30. Lewis Tater zaczyna karierę pisarską. Chce studiować korespondencyjnie na uniwersytecie. By sprawdzić uczelnię, przybywa do Titan na pustyni Nevada. Na miejscu okazuje się, że uniwersytetu nie ma, a właściciele są naciągaczami. W nocy jeden z nich próbuje okraść Lewisa. Ten jednak ucieka im samochodem. Kiedy kończy się benzyna, zabiera ze sobą metalową kasetkę i rusza przed siebie. Po drodze spotyka ekipę filmowców...